# Heinrich Schomburgk
Heinrich Schomburgk (n. 30 iunie 1885, Leipzig, Imperiul German – d. 29 martie 1965, Eppstein, Republica Federală Germania, Germania) a fost un jucător de tenis german, medaliat olimpic. A participat la 2 ediții ale Jocurilor Olimpice (1908, 1912) în care a câștigat o medalie de aur.